# Біржан-сал
Біржан-сал Кожагул-вули (Кожагулов) (каз. Біржан сал Қожағұл-ұлы, 1834, сучасний район Біржан сал Акмолінської області Казахстану — 1897, там же) — казахський акин, композитор. Найбільш відомий завдяки айтису (поетичному змаганню) із Сарою Тастанбек-кизи.

## Біографія
Походив із роду нурали групи аксари керей Середнього жузу.
Його найзнаменитіший айтис був із Сарою Тастанбекизи з племені найман роду матай. Біржан здобув широкої популярності в ранньому віці, як співак, що має видатні вокальні дані і майстерно акомпанує собі на домбрі, але незабаром перейшов від виконавства до створення оригінальних музично-поетичних творів. Роз'їжджаючи аулами, він брав участь у різних народних святах, в айтисах. Об'єднавши талановиту молодь, створив своєрідний мандрівний театр. Народ додав до його імені епітет «сал», сенс якого наближається до західноєвропейських понять: бард, балагур.
Останні роки життя Біржан-сала були затьмарені міжродовими чварами, у які він був втягнутий не з власної волі. Переслідування та спричинена ними хвороба прискорили його смерть.

## Родина
У Біржан-сала було чотири дружини, від яких мав одинадцять синів: від першої дружини Балкаш — Акил, Алтинбек, Адільбек, Макулбек; від другої дружини Лейли — Ахметжан, Ахметбек; від третьої дружини Айтбай — Ахметкалі, Айтжан, Айтмухаммед; від четвертої дружини Апіш — Теміртас, Калкен і дві дочки Асил та Акик.

## Творчість
Чільне місце у творчості Біржан-сала займала тема кохання, їй присвячені пісні «Айтбай», «Ғашығым», «Ғашық жар», «Ләйлім-шырақ» та інші, що відрізняються непідробним ліризмом, щирістю та глибиною почуттів. Гордим скакунам, що обганяють вітер у безкрайньому степу, присвячені його пісні про улюблених коней «Телқоңыр», «Ақсеркеш» та інші. Вірну супутницю домбру Біржан-сал оспівує у пісні «Орынбор әні».
Будучи глашатаєм народу, Біржан-сал у своїх піснях також викривав свавілля степових керівників, таких, як волосні Жанбота та Азнабай (за чиїм наказом у Біржан-сала під час візиту до Степу генерал-губернатора Олександра Дюгамеля в 1865 зламали домбру за непідкорення). Гнів і зневага звучать у піснях «Жанбота», «Адасқақ» та інших. Печаткою трагізму позначені пісні останніх років життя «Жамбас сіпар», «Теміртас» та інші, пройняті безвихіддю та смутком. Завдяки учням і послідовникам Біржан-сала збереглося понад сорок його пісень, серед яких такі визнані шедеври, як «Біржан-сал», «Алтин балдақ», «Ақтентек», «Жаймашу-ақ», «Бұрилтай» та інші.
Пісня «Жамбас сіпар» стала основою «Казахської рапсодії» для народного оркестру композитора Зіновія Компанейця, широко використані пісні Біржана в операх Євгена Брусиловського, багато пісень Біржана оброблені для оркестрів та хорів. Пісні Біржана виконували всі відомі співаки Казахстану.
Біржан-сал був також неперевершеним майстром айтиса: класикою жанру стало його поетичне змагання з Сарою Тастанбеккизи, заради якого Біржан-сал у 1871 році спеціально приїхав у далеке Семиріччя. Айтис Біржана і Сари був записаний зі слів Сари хаджі Жусуп Шайх-Ісламули, вперше опублікований у 1898 році в Казані. У 1946 році композитор Мукан Тулебаєв на основі цього айтиса написав оперу «Біржан і Сара», куди увійшли основні пісні Біржана. Автор та колектив виконавців (всього 7 осіб) удостоєні Сталінської премії 2 ступеня 1949 року в розділі «Оперне мистецтво».

## Пам'ять
- Ахмет Жубанов. «Солов'ї століть» (глава «Біржан-сал», 1963, Алма-Ата), (переклад російською мовою Герольда Бельгера, 1967).
- 1991 року в Кокчетаві (зараз Кокшетау) відкрито пам'ятник Біржану-салу Кожагул-ули (зі зламаною домброю).
- У 2009 році в Казахстані було знято художній фільм «Біржан-сал» («Казахфільм», режисер і виконавець головної ролі Досхан Жолжаксинов, сценарій Таласбека Асемкулова[3][4].
- У грудні 2009 року «Қазпошта» випустила пам'ятну марку «175 років від дня народження Біржан сал Кожагул ули» номіналом 25 тенге.
- У вересні 2012 року у місті Степняк Акмолінської області відкрився меморіальний комплекс на честь великого акина[5].
- 13 грудня 2017 року указом президента Енбекшильдерського району було перейменовано в район Біржан сал[6].